# Сільська вітряниця
Сільська вітряниця (англ. The Country Flapper) — американська кінокомедія режисера Ф. Річарда Джонса 1922 року.

## У ролях
- Дороті Гіш — Джоланда Вайпл
- Гленн Гантер — Натаніель Хаггінс
- Том Дуглас — Лемюелль Філпоттс
- Реймонд Хекетт — Шіпп Джампп
- Альберт Хекетт — Хопп Джампп
- Кетлін Коллінз — сестра Джоланди
- Мілдред Марш — Маргарита
- Херлан Найт — Езра Хаггінс — батько Натаніеля